# Foxley (Norfolk)
Pour les articles homonymes, voir Foxley.
Foxley est une paroisse civile et un village du Norfolk, en Angleterre.